# Golden Globe Award för bästa manliga huvudroll – musikal eller komedi
Detta är en lista över vilka som har tilldelats en Golden Globe Award i klassen bästa manliga huvudroll - musikal eller komedi.

## 1950-talet
- 1950 - Fred Astaire för rollen som Bert Kalmar i Tre små ord
- 1951 - Danny Kaye för rollen som Jack Martin/Henri Duran i På Rivieran
- 1952 - Donald O'Connor för rollen som Cosmo Brown i Singin' in the Rain
- 1953 - David Niven för rollen som David Slater i Patty
- 1954 - James Mason för rollen som Norman Maine i En stjärna föds
- 1955 - Tom Ewell för rollen som Richard Sherman i Flickan ovanpå
- 1956 - Cantinflas för rollen som Jean Passepartout i Jorden runt på 80 dagar
- 1957 - Frank Sinatra för rollen som Joey Evans i Pal Joey
- 1958 - Danny Kaye för rollen som S. L. Jacobowsky i Jag och översten
- 1959 - Jack Lemmon för rollen som Jerry/Daphne i I hetaste laget

## 1960-talet
- 1960 - Jack Lemmon för rollen som C. C. Baxter i Ungkarlslyan
- 1961 - Glenn Ford för rollen som Dave the Dude i Fickan full av flax
- 1962 - Marcello Mastroianni för rollen som Ferdinando Cefalù i Divorzio all'italiana
- 1963 - Alberto Sordi för rollen som Amedeo Ferretti i Kärlek i Stockholm
- 1964 - Rex Harrison för rollen som Henry Higgins i My Fair Lady
- 1965 - Lee Marvin för rollen som Kid Shelleen/Tim Strawn i Cat Ballou skjuter skarpt
- 1966 - Alan Arkin för rollen som Lt. Rozanov i The Russians Are Coming, the Russians Are Coming
- 1967 - Richard Harris för rollen som Kung Artur i Camelot
- 1968 - Ron Moody för rollen som Fagin i Oliver!
- 1969 - Peter O'Toole för rollen som Arthur Chipping i Goodbye, Mr. Chips

## 1970-talet
- 1970 - Albert Finney för rollen som Ebenezer Scrooge i En spökhistoria
- 1971 - Chaim Topol för rollen som Tevye i Spelman på taket
- 1972 - Jack Lemmon för rollen som Wendell Armbruster i Avanti!
- 1973 - George Segal för rollen som Steve Blackburn i Kärlek börjar med kast
- 1974 - Art Carney för rollen som Harry Coombes i Harry och Tonto
- 1975 - George Burns för rollen som Al Lewis och Walter Matthau för rollen som Willy Clark i The Sunshine Boys
- 1976 - Kris Kristofferson för rollen som John Howard i En stjärna föds
- 1977 - Richard Dreyfuss för rollen som Elliott Garfield i Sa jag adjö när jag kom?
- 1978 - Warren Beatty för rollen som Joe Pendleton i Himlen kan vänta
- 1979 - Peter Sellers för rollen som Chance i Välkommen Mr. Chance

## 1980-talet
- 1980 - Ray Sharkey för rollen som Vinnie Vacarri i The Idolmaker
- 1981 - Dudley Moore för rollen som Arthur Bach i En brud för mycket
- 1982 - Dustin Hoffman för rollen som Michael Dorsey/Dorothy Michaels i Tootsie
- 1983 - Michael Caine för rollen som Frank Bryant i Timmarna med Rita
- 1984 - Dudley Moore för rollen som Rob Salinger i En fru för mycket
- 1985 - Jack Nicholson för rollen som Charley Partanna i Prizzis heder
- 1986 - Paul Hogan för rollen som Crocodile Dundee i Crocodile Dundee - en storviltjägare i New York
- 1987 - Robin Williams för rollen som Adrian Cronauer i Good Morning, Vietnam
- 1988 - Tom Hanks för rollen som Josh Baskin i Big
- 1989 - Morgan Freeman för rollen som Hoke Colburn i På väg med miss Daisy

## 1990-talet
- 1990 - Gérard Depardieu för rollen som Georges i Gifta på låtsas
- 1991 - Robin Williams för rollen som Henry "Parry" Sagan i Fisher King
- 1992 - Tim Robbins för rollen som Griffin Mill i Spelaren
- 1993 - Robin Williams för rollen som Daniel Hillard/Euphegenia Doubtfire i Välkommen Mrs. Doubtfire
- 1994 - Hugh Grant för rollen som Charles i Fyra bröllop och en begravning
- 1995 - John Travolta för rollen som Chili Palmer i Get Shorty
- 1996 - Tom Cruise för rollen som Jerry Maguire i Jerry Maguire
- 1997 - Jack Nicholson för rollen som Melvin Udall i Livet från den ljusa sidan
- 1998 - Michael Caine för rollen som Ray Say i Little Voice
- 1999 - Jim Carrey för rollen som Andy Kaufman i Man on the Moon

## 2000-talets första decennium
- 2000 - George Clooney för rollen som Ulysses Everett McGill i O Brother, Where Art Thou?
- 2001 - Gene Hackman för rollen som Royal Tenenbaum i Royal Tenenbaums
- 2002 - Richard Gere för rollen som Billy Flynn i Chicago
- 2003 - Bill Murray för rollen som Bob Harris i Lost in Translation
- 2004 - Jamie Foxx för rollen som Ray Charles i Ray
- 2005 - Joaquin Phoenix för rollen som Johnny Cash i Walk the Line
- 2006 - Sacha Baron Cohen för rollen som Borat Sagdijev i Borat
- 2007 - Johnny Depp för rollen som Sweeney Todd i Sweeney Todd
- 2008 - Colin Farrell för rollen som Ray i In Bruges
- 2009 - Robert Downey, Jr. för rollen som Sherlock Holmes i Sherlock Holmes

## 2010-talet
- 2010 - Paul Giamatti för rollen som Barney Panofsky i Barneys många liv
- 2011 - Jean Dujardin för rollen som George Valentin i The Artist
- 2012 - Hugh Jackman för rollen som Jean Valjean i Les Misérables
- 2013 - Leonardo DiCaprio för rollen som Jordan Belfort i The Wolf of Wall Street
- 2014 - Michael Keaton för rollen som Riggan Thomson/Birdman i Birdman
- 2015 - Matt Damon för rollen som Mark Watney i The Martian
- 2016 - Ryan Gosling för rollen som Sebastian Wilder i La La Land
- 2017 - James Franco för rollen som Tommy Wiseau i The Disaster Artist
- 2018 - Christian Bale för rollen som Dick Cheney i Vice
- 2019 - Taron Egerton för rollen som Elton John i Rocketman

## 2020-talet
- 2020 - Sacha Baron Cohen för rollen som Borat Sagdijev i Borat Subsequent Moviefilm
- 2021 - Andrew Garfield för rollen som Jonathan Larson i Tick, Tick... Boom!
- 2022 - Colin Farrell för rollen som Pádraic Súilleabháin i The Banshees of Inisherin
- 2023 - Paul Giamatti för rollen som Paul Hunham i The Holdovers
- 2024 - Sebastian Stan för rollen som Edward Lemuel/Guy Moratz i A Different Man